# Баргы
Баргы (кирг. Баргы) — крупное кыргызское племя, входящее в подразделение Адыгине Правого крыла (Оң-канат).

## Происхождение
Арабский географ Шамсуддин ад-Димашки писал, что среди кыпчакских племён было племя барку. Историк и генетик Ж. Сабитов связывал происхождение племени барку/баргу с племенами байырку и баргут.
Племя баргы имеет древнее происхождение. Историки отождествляют баргы с орхоно-телесским племенем байырку. Некоторыми исследователями относятся к числу древнемонгольских элементов в составе теле.
В числе племён Моголистана было племя барки. В.П. Юдин отождествлял могульское племя барки с кыргызским племенем баргы. Представители барки участвовали в походе Султан Саид-хана на Кашгарию. В этом походе они оспаривали с арулатами предводительство на левом фланге войск.

## Генетика
У представителей данного племени преобладает гаплогруппа R1a1.

## Строение
Баргы делиться на следующие рода:
- Мангыт
- Кара баргы
- Сары баргы
- Хан баргы
- Таз баргы
- Тооке
- Савай
- Ардай
- Кокчо уулу
- Олжоке
- Ак буура
- Анжыянчы
- Бакшылар

Каждая ветвь делится на роды (урук).

## Расселение
В настоящее время Баргы живут в Ошской области,  а также в Кызылсу.

## Известные представители
- Алымбек-датка — крупный кокандский политический деятель XIX века, сохранявший активность на протяжении трёх с половиной десятилетий. Правитель Андижанского вилайета[13][14].

## Примечание
1. ↑  П. Б. Коновалов, С. Б. Миягашева. К проблеме этногенеза баргутов//Вестник БГУ//2012/8
2. ↑  Ильясова З.С., Сабитов Ж.М. Сведения Нухбат ад-дахр фи аджаиб ал-барр ва-л-бахр ад-Димашки о тюркских племенах Дешт-и кипчака // Золотоордынское обозрение. — 2016. — Т. 4. — С. 8.
3. 1 2  Юдин В.П. Центральная Азия в XIV-XVIII веках глазами востоковеда. — Алматы, 2001. — С. 79. — 385 с.
4. ↑  Ильясова З.С., Сабитов Ж.М. Сведения Нухбат ад-дахр фи аджаиб ал-барр ва-л-бахр ад-Димашки о тюркских племенах Дешт-и кипчака. — Золотоордынское обозрение, 2016. — С. 8. — 11 с.
5. ↑  Б. Р. Зориктуев. К истории средневековых этносов байырку и пугу // Вестник Академии наук Республики Башкортостан. — 2018. — Т. 28, вып. 3 (91). — С. 31–40. — ISSN 1728-5283. Архивировано 22 августа 2023 года.
6. ↑  Караев О. Чагатайский улус. Государство Хайду. Могулистан. Образование кыргызского народа. — Бишкек, 1995. — С. 128. — 162 с. Архивировано 19 августа 2024 года.
7. ↑  Код кыргызов. webcache.googleusercontent.com. Дата обращения: 1 июля 2023.
8. ↑  Zhaxylyk M. Sabitov. Потомки Адигине и Тагая среди киргизов. The Russian Journal of Genetic Genealogy. Volume 4, No 2 (2012)/Volume 5, No 1 (2013). C.48-51.. Архивировано 13 февраля 2023 года.
9. ↑  Балаганская О. А. Полиморфизм Y-хромосомы у тюркоязычного населения Алтая, Саян, Тянь-Шаня и Памира в контексте взаимодействия генофондов Западной и Восточной Евразии // Учреждение Российской академии медицинских наук «Медико-генетический научный центр РАМН». — 2011. (Таблица 2. Частоты гаплогрупп Y хромосомы у изученных крупных народов, этно-территориальных объединений и регионов Евразии)
10. ↑  Feng Song, Mengyuan Song, Haibo Luo, Mingkun Xie, Xindi Wang, Hao Dai, Yiping Hou. Paternal genetic structure of Kyrgyz ethnic group in China revealed by high-resolution Y-chromosome STRs and SNPs Архивная копия от 16 июля 2021 на Wayback Machine
11. 1 2  Санжыра. sanjyra.ru. Дата обращения: 23 августа 2023. Архивировано 3 июля 2023 года.
12. ↑  Мурас - Баракелде (конго). muras.turmush.kg. Дата обращения: 23 августа 2023. Архивировано 3 июля 2023 года.
13. ↑  Алымбек Датка и Алымкул Аталык: соратники или конкуренты? — Откройте Ош вместе с нами! Дата обращения: 23 августа 2023. Архивировано 29 сентября 2023 года.
14. ↑  Асан бий уулу Алымбек датка. sanjyra.net. Дата обращения: 23 августа 2023. Архивировано 3 ноября 2023 года.